# August Sorge

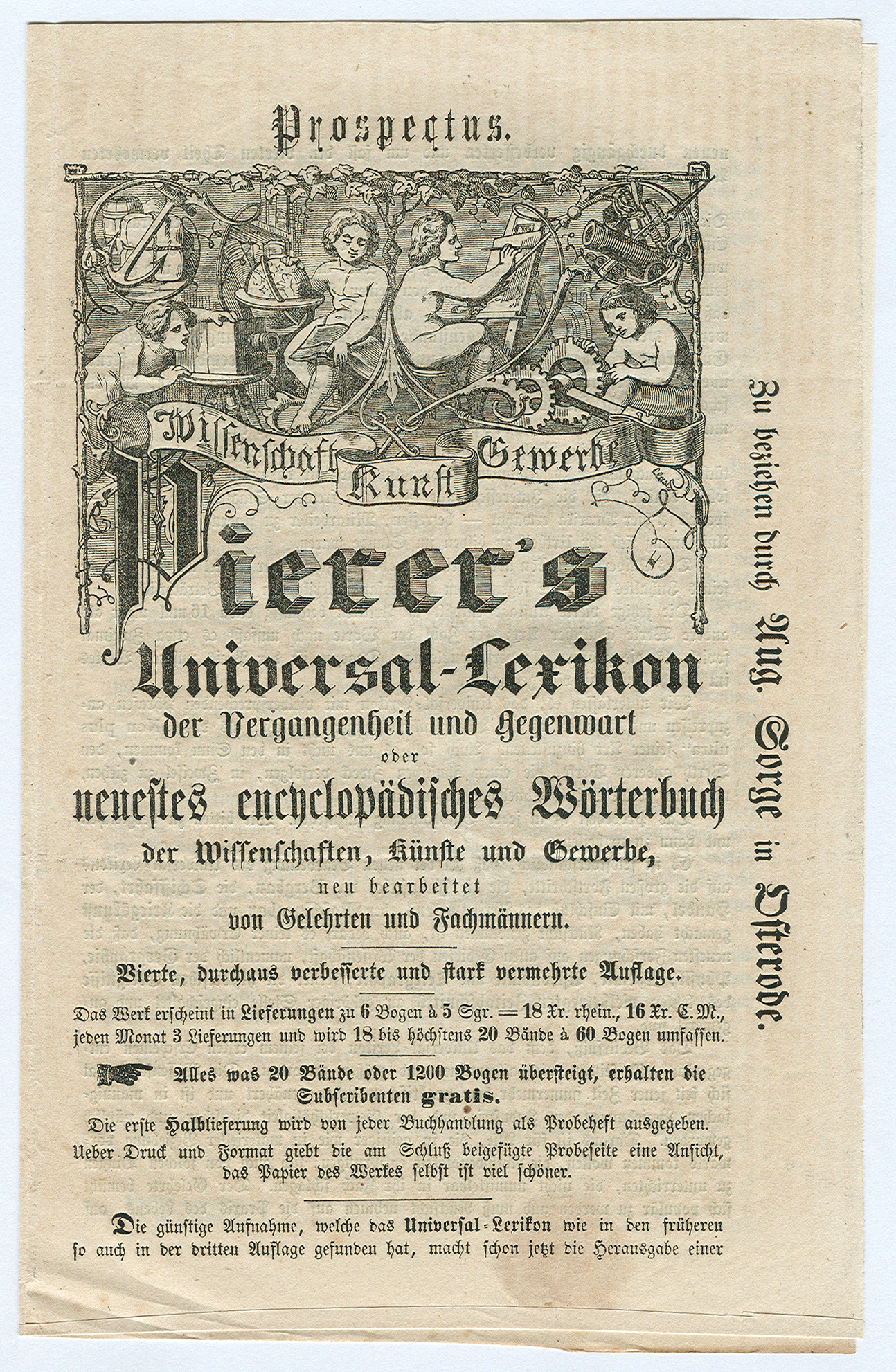
Prospectus für Pierers Universal-Lexikon der Gegenwart und Vergangenheit, vierte Auflage 1856

August Sorge war der Name einer Buchhandlung und eines Verlages im 19. Jahrhundert in Osterode am Harz.

## Geschichte
1831 übernahm August Sorge die Buchhandlung von Carl August Hirsch in Osterode. Im Jahr 1833 verlegte er erstmals im Verlag der Sorgeschen Buchhandlung Renners Historisch-topographische Nachrichten und Notizen von der Stadt Osterode am Harz. Die Ausgaben erschienen 1977 als Nachdruck unter dem Titel Chronik von Osterode am Harz. Nachrichten und Notizen von der Stadt Osterode am Harze. Jahrblätter für die Stadt Osterode 1833–34 durch die Sorgesche Buchhandlung.
1856 vertrieb die Firma August Sorge über einen Prospectus Pierers Universal-Lexikon der Gegenwart und Vergangenheit.
Sitz der A. Sorgeschen Buchhandlung GmbH war später die Gotmarstraße 1 in Göttingen, die dort dann als Eulenspiegelbuchhandlung zu finden war.

## Publikationen / Schriften
- Johann Georg Friedrich Renner: Historisch-topographisch-statistische Nachrichten und Notizen von der Stadt Osterode am Harz, Osterode: Verlag der Sorgeschen Buchhandlung, 1833, 1834
- August Sorge: Vergleichung der Conventions-Münze mit der neuen Kgl.-Hannover. Landes-Münze (nach d. 14-Thaler- od. 21-Gulden-Fuße) u. der letztern Münzsorte mit ersterer. Imgleichen d. Goldes mit Conventions-Münze u. der Conventions-Münze mit Gold (die Pistole zu 5 Thlr. 12 Gr. Conv.-Mze. gerechnet)[1]